# Paulo César Pinheiro
Paulo César Francisco Pinheiro (Rio de Janeiro, 28 de abril de 1949) é compositor e poeta brasileiro, Tem mais de duas mil canções, das quais mais de mil gravadas, compostas com cerca de 120 parceiros, uma grande variedade que inclui músicos como João Nogueira, João de Aquino, Francis Hime, Dori Caymmi, Raphael Rabello, Antônio Carlos Jobim, Ivan Lins, Edu Lobo, Mauro Duarte, Lenine, Guinga, Carlinhos Vergueiro, Toquinho, Eduardo Gudin, Luciana Rabello,  Mauricio Carrilho, Cristovão Bastos, Sergio Santos, Moacyr Luz, Danilo Caymmi, Baden Powell, e Maria Bethânia.

## Vida e Carreira
Sua primeira composição foi aos 14 anos, "Viagem", em parceria com João de Aquino. Quatro anos depois, começou a destacar-se como letrista, estabelecendo parcerias com Baden Powell, principalmente na voz de Elis Regina - como sua primeira canção registrada, "Lapinha". Foi vencedor do I Festival da OTI 1972, realizado em Madrid, com a canção "Diálogo", composição com Baden Powell. Outros intérpretes foram Elizeth Cardoso, Simone e Clara Nunes, com quem foi casado de 1975 até a morte desta em 1983, e os conjuntos MPB-4 e Quarteto em Cy. Em 2002, foi premiado, juntamente com Dori Caymmi, com um Grammy Latino na categoria de "Melhor Canção Brasileira". No ano seguinte ganhou o Prêmio Shell pelo CD O Lamento do Samba.
Em 1985 casou-se com a musicista Luciana Rabello (irmã do violonista Raphael Rabello) tornando-se seu parceiro em diversas composições. Este casamento lhe deu dois filhos, Ana Rabello Pinheiro e Julião Rabello Pinheiro, ambos músicos e parceiros do poeta.

## Discografia
Seu disco de estreia - Paulo César Pinheiro - foi lançado em 1974 pela gravadora Odeon. Desde então ele gravou diversos outros trabalhosː
- Capoeira De Besouro (Junho 2010)
- O Lamento do Samba (2003)
- Tudo o que mais nos uniu - Eduardo Gudin, Márcia e Paulo César Pinheiro (1996)
- Parceria - João Nogueira e Paulo César Pinheiro - Ao Vivo (1994)
- Afros e Afoxés da Bahia (1989)
- Poemas Escolhidos (1983)
- Paulo César Pinheiro (1980)
- O importante é que a nossa emoção sobreviva n. 2 (1976)
- O importante é que a nossa emoção sobreviva (1975)
- Paulo César Pinheiro (1974)

## Livros
- Canto Brasileiro (1973)
- Viola Morena (1984)
- Atabaques, Violas e Bambus (2000)
- Clave de Sal
- Pontal do Pilar (2009)
- Matinta, o bruxo (2010)
- Histórias das minhas canções (2010)
- Poemúsica (2018)
- Mil versos, mil canções (2019)
- Figuraças (2019)